# الوتش
الوتش هي قرية في مقاطعة مشكين شهر، إيران. يقدر عدد سكانها بـ 503 نسمة بحسب إحصاء 2016.